# Los Huisaches
Los Huisaches – jednostka osadnicza w Stanach Zjednoczonych, w stanie Teksas, w hrabstwie Webb.